# Marcela Zacarías
Marcela Zacarias Valle (San Luis Potosí, 26 marzo 1994) è una tennista messicana.

## Carriera
Vincitrice di dieci titoli nel singolare e dodici titoli nel doppio nel circuito ITF, il 24 ottobre 2022 ha raggiunto la sua migliore posizione sia nel singolare WTA (159ª), che nel doppio WTA (119ª).